# Pallacanestro Orzinuovi
El Pallacanestro Orzinuovi, también conocido como AgriBertocchi Orzinuovi por motivos de patrocinio, es un equipo de baloncesto italiano con sede en la ciudad de Orzinuovi (Brescia), en Lombardía.
Fue fundado en 1964 y actualmente compite en la Serie B, la tercera división del baloncesto en Italia. Disputa sus encuentros en el PalaBertocchi de Orzinuovi, con capacidad para alrededor de 2.000 espectadores.